# Vallée inférieure du río Chubut
La vallée inférieure du río Chubut (en espagnol : Valle inferior del río Chubut aussi appelée VIRCH ; en gallois : Dyffryn Camwy, traduit par « vallée du Chubut ») est une zone fertile argentine située au nord-est de la province de Chubut, traversée par le río homonyme, de Boca Toma et Tyr Halen en passant par les zones rurales de Veintiocho de Julio, Tom Bach, Dolavon, Glan Alaw, Maesteg, Bethesda, Bryn Crwn, La Angostura, Villa Inés, Gaiman, Bryn Gwyn, Drofa Dulog, Treorky, Puente San Cristóbal, Hendre, Trelew, Glyn Du, Tres Sauces et Rawson, jusqu'à ce qu'à sa jetée dans l'océan Atlantique où se trouvent Playa Unión, Puerto Rawson et Playa Magagna.
Elle possède une superficie totale de 60 000 ha, une longueur d'environ 90 km et une largeur variant entre 7 et 10 km.
La région s'est développée en fonction des activités agricoles et d'élevage et comprend les villes de Rawson, la capitale provinciale, Trelew, le plus grand centre commercial et de services (ainsi que la ville la plus peuplée), Gaiman, Dolavon, la commune rurale de Veintiocho de Julio, et de nombreux établissements ruraux d'origine galloise. D'un point de vue historique et économique, elle est également étroitement liée à la ville de Puerto Madryn, située à soixante-dix kilomètres au nord, sur les rives du Golfo Nuevo.

## Géographie
Selon les données météorologiques conservées par la station de Trelew de l'Instituto Nacional de Tecnología Agropecuaria (INTA), le climat est tempéré, froid et venteux. Les rares précipitations réparties sur toute l'année se situent en moyenne entre 170 et 190 mm. La température minimale absolue est de -12,0 °C tandis que la température maximale absolue est de plus de 38,0 ºC. Les vents dominants sont ceux de l'ouest et du sud-ouest. En outre, le gel est présent pendant 248 jours en moyenne.

## Histoire

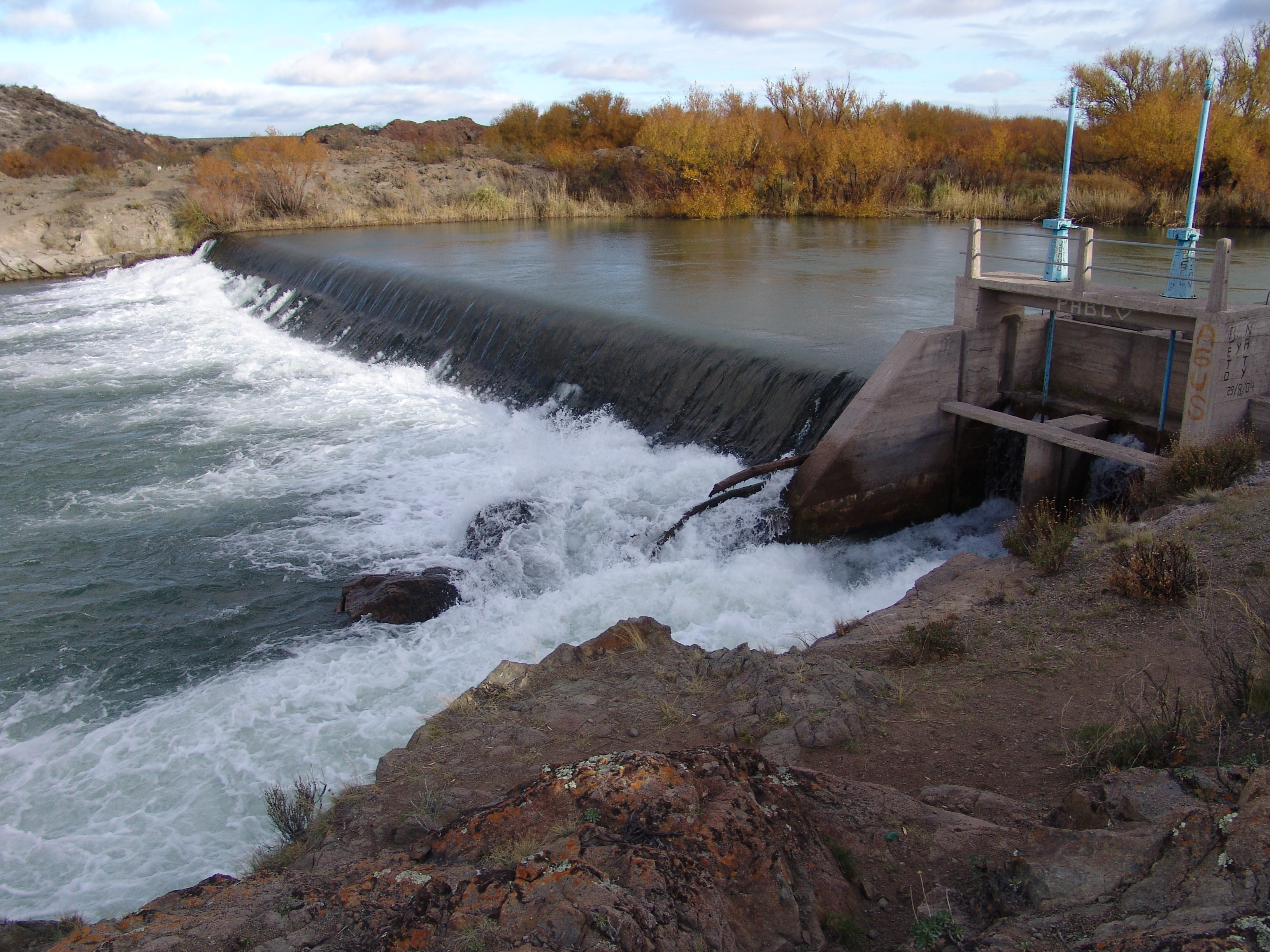
Boca Toma.

En 1865, avec l'arrivée des premiers colons gallois à Bahía Nueva sur le voilier Mimosa, commence un processus de colonisation qui, surtout dans ses premières années, n'est pas sans obstacles ni sacrifices.
Une fois arrivés dans la vallée, leur premier établissement fut un petit fort : Caer Antur (en gallois : Fuerte Aventura), qui fut remplacé par le nom de Trerawson (en gallois : Ville de Rawson) ou simplement Rawson, en l'honneur des efforts déployés par le ministre Guillermo Rawson pour l'établissement de la colonie. La situation économique de la colonie était difficile dans les premières années, car les immigrants ne savaient pas comment cultiver la terre et élever du bétail, puisqu'ils étaient pour la plupart des mineurs ; de plus, les premières maisons ont été emportées par une inondation en 1865, et de nouvelles maisons ont été construites. Les inondations ont également emporté les cultures de pommes de terre et de maïs.
Les précipitations dans la région ont été beaucoup plus faibles que ce que les colons avaient prévu, ce qui a entraîné une mauvaise récolte. Cela a généré un grand mécontentement chez les colons (en particulier envers Lewis Jones), car on leur avait dit que la région était similaire aux basses terres galloises (humides et fertiles), ce qui a poussé certains à émigrer vers d'autres régions d'Argentine.
Les colons, dirigés par Aaron Jenkins (dont la femme Rachel a été la première à avoir l'idée de l'utilisation systématique des canaux d'irrigation), ont rapidement découvert que les terres situées autour du río Chubut (Afon Camwy en gallois, « Rivière sinueuse ») n'étaient fertiles que si elles étaient irriguées. Ils ont ensuite mis en place le premier système d'irrigation fluvial d'Argentine ; le système consistait à irriguer une zone de 3 ou 4 miles (5 ou 6 km) de part et d'autre du tronçon de 80 km du fleuve, créant ainsi les terres les plus fertiles d'Argentine.
Dans un premier temps, leurs pratiques agricoles étaient consacrées à la culture du blé. À ce stade, les agriculteurs possèdent des outils rudimentaires et disposent de deux ou trois jougs de chevaux utilisés pour les travaux agricoles En 1885, la production de blé atteint 6 000 tonnes, le blé produit par la colonie ayant remporté la médaille d'or aux expositions internationales de Paris et de Chicago.
Les Gallois ne connaissaient pas l'existence de la luzerne au début, jusqu'à ce qu'elle soit lentement introduite et qu'une culture fructueuse soit réalisée en 1909, une situation qui a progressé au fil du temps. Dans les années 1950, la culture de la luzerne a permis le développement de l'élevage bovin, ce qui a entraîné une augmentation de la production de lait, de fromage et d'autres produits. Une fois que le développement productif de la vallée a commencé, le deuxième problème était la nécessité d'acheminer les produits vers le marché, en particulier le blé, une condition nécessaire à la viabilité économique de la colonie.
Selon Love Jones Parry Madryn (membre du parlement représentant le comté de Caernarfon pour le parti libéral, et l'un des promoteurs de la colonisation galloise en Patagonie), une ligne de chemin de fer devait être construite entre la vallée et le Golfo Nuevo, car « les navires de plus de douze pieds de tirant d'eau ne pouvaient pas pénétrer dans le río Chubut ». Ainsi, l'idée d'un chemin de fer reliant le port en eau profonde à la colonie de la vallée est antérieure à la création effective de cette dernière.